# Vineyard (Kalifornia)
Vineyard – jednostka osadnicza w Stanach Zjednoczonych, w stanie Kalifornia, w hrabstwie Sacramento.